# 7385 Aktsynovia
Aktsynovia (asteróide 7385) é um asteróide da cintura principal, a 2,087484 UA. Possui uma excentricidade de 0,1261953 e um período orbital de 1 348,67 dias (3,69 anos).
Aktsynovia tem uma velocidade orbital média de 19,27029519 km/s e uma inclinação de 3,73333º.
Este asteróide foi descoberto em 22 de Outubro de 1981 por Nikolai Chernykh.